# Урах, Конрад фон
Конрад фон Урах (Konrad Von Urach, O. Cist., также известный как Corrado d'Urach) — католический церковный деятель XIII века. На консистории 1219 года был провозглашен кардиналом-епископом диоцеза Порто. Участвовал в выборах папы 1227 года (Григорий IX).